# Karlheinz Förster
Karlheinz Förster (Mosbach, 25 juli 1958) is een voormalig Duits voetballer. Hij heeft gespeeld voor VfB Stuttgart en Olympique Marseille. Hij speelde meestal als centrale verdediger. Hij was een speler van het West-Duitse voetbalelftal dat kampioen werd op het Europees kampioenschap van 1980. Hij is de broer van Bernd Förster.

## Erelijst
VfB Stuttgart
- Bundesliga

1984